# 春風ひかる
春風 ひかる（はるかぜ ひかる、1999年4月8日 - ）は、日本のAV女優。オールプロモーション所属。

## 略歴
2019年2月、配信特化AVメーカー・FALENO初の専属女優としてAVデビュー。
2019年12月より専属を離れ企画単体女優となる。

## 人物
東京都出身。
趣味は読書、特技はブリッジで歩く。
初体験は中学1年生の時で、相手は図書館で知り合った高校1年生の男。携帯電話を図書館に忘れたことがきっかけで出会い、セックスをしてから付き合い始めた。中学時代からDカップあった
AV女優となったきっかけは、友達と「こんなAVあったら良いのに」という話をしているうちに自分だったらもっと良い作品が残せると思い、だったら自分が女優になれば早いし色々学べると思っていた頃にAV出演の話が来たのでやってみることにした。

## 出演作品

### アダルトサイト
「U-NEXT」
2019年
- 専属新人 19の春 AVデビュー（2月15日、FALENO）
- もっと気持ち良くなっちゃう性感開発3本番（3月15日、FALENO）
- すぐに挿っちゃう隙だらけメイド（4月19日、FALENO）
- 学校一の小悪魔ガール! 誘惑セックス優等生（5月17日、FALENO）
- 春風ひかる×カンパニー松尾 ハメ撮り 恥ずかしい19才（6月21日、FALENO）
- 春風ひかると童貞卒業しませんか? 〜ドキドキ筆おろし体験〜 Vol.1（7月12日、FALENO）
- 春風ひかると童貞卒業しませんか? 〜ドキドキ筆おろし体験〜 Vol.2（7月26日、FALENO）
- セックスばかり教えたがるGカップ家庭教師 Vol.1（8月9日、FALENO）
- セックスばかり教えたがるGカップ家庭教師 Vol.2（8月23日、FALENO）
- MAXボルテージ大乱交 Vol.1（9月10日、FALENO）
- MAXボルテージ大乱交 Vol.2（9月20日、FALENO）
- 喉ハメエクスタシー 奥で感じるディープスロート Vol.1（10月4日、FALENO）
- 喉ハメエクスタシー 奥で感じるディープスロート Vol.2（10月18日、FALENO）
- AV女優宅配便 Vol.1（11月1日、FALENO）
- AV女優宅配便 Vol.2（11月15日、FALENO）

「FANZA」
2019年
- ひっきー（12月27日、港区女子）
- のぞみーる（12月29日、シロウトHouse）
- PAL（2月14日、素人ホイホイZ）

「MGS動画」
2020年
- 【初撮り】【G乳女子大生】【至福のパイ包み】甘えた顔の巨乳JDは逝っても止まらない巨根ピストンに言葉にならない声をあげ.. ネットでAV応募→AV体験撮影 1152（1月1日、シロウトTV）
- ゲレンデ最強!美白美肌で可愛い顔立ちの大学生にゲレンデマジックならぬ気持ちよさ3割増のセックスマジックで浴衣も心も乱れるwww（1月23日、ナンパTV）
- 百戦錬磨のナンパ師のヤリ部屋で、連れ込みSEX隠し撮り 149 甘可愛い彼女はマジで天使!キュートすぎてもうメロメロです♪色白ボディが喘いで乱れる!エロかわボイスでアン!アン!連発♪いい響き♪♪（2月13日、ナンパTV）
- 【ビクビクひーちゃん】秒イキGカップ無職ボインを彼女としてレンタル!口説き落として本来禁止のエロ行為までヤリまくった一部始終を完全REC!!おっとり天然キャラが愛おし過ぎる♪水族館デートを楽しんだ後はホテルで生ハメ制服セックス!!挿入して秒でイク超敏感体質娘!!ずーーーっと痙攣して感じまくり&イキまくり!!【エロさNo.1】（2月16日、プレステージプレミアム）

### アダルトDVD
2019年
- 専属新人 19の春 AVデビュー（10月24日、FALENO）
- もっと気持ち良くなっちゃう性感開発3本番（11月21日、FALENO）
- 隣人に俺の彼女が寝取られて。 「乙女心を揺さぶる怪しいケーキ編」（12月25日、ダスッ!）
- 出張相部屋逆NTR 既婚上司に一晩14発中出しさせても求め続けるモンスターSEX（12月26日、SODクリエイト）
- すぐに挿っちゃう隙だらけメイド（12月26日、FALENO）

2020年
- 学校一の小悪魔ガール! 誘惑セックス優等生（1月9日、FALENO）
- 某巨大配信サイト 10作連続ランキングNo1 Gcup20才 レズdebut（1月19日、レズれ!）共演:八乃つばさ
- パフィーニップル性感 乳首限定開発エステ（1月23日、SODクリエイト）
- 巨乳連れ子の性欲が異常で困っています…。（1月23日、ひよこ）
- 春風ひかる×カンパニー松尾ハメ撮り 恥ずかしい19才（2月6日、FALENO）
- ボイン大好きしょう太くんのHなイタズラ 家の中で巨乳お姉さんを盗撮編（2月6日、グローリークエスト）
- 男潮吹きするまで騎乗位ピストンする 逆レイプJ○（2月20日、SODクリエイト）
- ワル騎り 〜このオンナ、男を尻に敷くタイプ〜（2月29日、ワープエンタテインメント）
- はだかの家政婦 全裸家政婦紹介所（3月1日、プラネットプラス）
- 一般男女モニタリングAV×マジックミラー便コラボ企画 勉強漬けの毎日をすごす性欲の溜まった10代の予備校生がまたがり顔面騎乗クンニで人生初の大失禁イキ!! インタビュー中にずぅーっと生クリトリスを激しくジュルジュルと舐められ膣内に舌をねじ込まれて発情してしまった禁欲中の未成年オマ○コはデカチン中出しSEXまでしてしまうのか!? in 渋谷&四谷 4（3月7日、ディープス）他出演:市川花音、はとり心咲、七槻りな
- 親戚の変態おじさんにヤリまくられた3日間（3月8日、unfinished）
- 春風ひかると童貞卒業しませんか? 〜ドキドキ筆おろし体験〜（3月12日、FALENO）
- 巨乳の谷間はもはやマ○コだ!女性器として扱うパイズリ (4月2日、グローリークエスト) 他出演:佐知子、美園和花、若月みいな、川原かなえ
- 最高の愛人、濃密な中出し性交　File.6　ツンとした美尻＆Gカップ美巨乳 (4月3日、h.m.p)
- セックスばかり教えたがるGカップ家庭教師（4月9日、FALENO）
- 絶対にバレてはいけない秘密の関係。自分を好きすぎるけなげなひよこビッチにところかまわず誘惑されて… 2nd（4月9日、ひよこ）他出演:弥生みづき、松本いちか
- 妹の目を盗んで地味っ子巨乳姉を大胆にレズ誘惑する妹のGカップ親友 (4月19日、レズれ!) 共演:美園和花
- 近親相姦 成長した娘の体に性欲丸出しで差し込む男根性交家族 (4月23日、ヒビノ)
- 春風ひかるの爆乳劇場 Gcup!92cm (5月1日、プラネットプラス)
- W巨乳奴隷 (5月7日、グローリークエスト) 共演:海空花
- MAXボルテージ大乱交 (5月8日、FALENO)

2021年
- おしっこ114連発 98人（9月2日、グローリークエスト）

### アダルトVR
2019年
- 母には内緒で義父を寝取る娘（12月27日、unfinished）
- 新人爆乳デリヘル嬢を排卵日に即生ハメ! イッてるのに追撃ピスされてガチイキ過ぎて失神寸前の超痙攣（12月15日、KMPVR-bibi-）
- 催眠光線で支配された家族VR（12月16日、SODクリエイト）共演:倉多まお、枢木あおい

2020年
- 悪魔的ノーブラおっぱいで誘惑されるのは好きですか? 無防備な従兄妹の一撃おねだりアピールにものすごく悩まされたボク（1月29日、KMPVR-彩-）
- 逆セクハラ健康診断（2月10日、unfinished）共演:稲場るか
- 【究極快感】チンポ挿れっぱなしメンズエステ 〜ずっとチンポを2つのマンコに交互に挿入しながら受ける癒しの性感マッサージ〜（2月24日、SODクリエイト）共演:倉多まお

### イメージDVD
- Hikaru さやさやきらり（2019年5月9日、REbecca）
- No.1（2019年7月19日、CRANE）

## 書籍

### 写真集
- はるかぜ（2019年7月29日、ジーウォーク、撮影:天野功）

### 雑誌
- 週刊大衆 2019年6月10日号（双葉社） - グラビア「令和のAV新星初脱ぎヌード2連発」
- 週刊実話 2019年6月27日号（日本ジャーナル出版） - グラビア「色白ふんわり美乳」